# Cástulo Guerra
Cástulo Guerra (Salta, 24 agosto 1945) è un attore argentino.

## Biografia
Gli venne assegnato il ruolo di The Player in una produzione di Rosencrantz e Guildenstern sono morti, al Teatro Universitario de Tucumán, e ripresa successivamente al Teatro Nacional Cervantes di Buenos Aires nel 1971.
I suoi crediti cinematografici includono Terminator 2 - Il giorno del giudizio, Oscuri presagi, I soliti sospetti, Meet Me in Miami, Where the River Runs Black, The Mexican - Amore senza la sicura, La profezia di Celestino e Beverly Hills Chihuahua 2. I suoi crediti televisivi includono Riptide, Professione pericolo, Falcon Crest, A-Team, Mai dire sì, L.A. Law - Avvocati a Los Angeles, Star Trek: The Next Generation, I quattro della scuola di polizia, Lois & Clark - Le nuove avventure di Superman, Brimstone, Nash Bridges, The Agency, E.R. - Medici in prima linea, Alias, CSI: Miami, West Wing - Tutti gli uomini del Presidente, Prison Break e Numbers. Ha interpretato anche Samir Duran in StarCraft e Raphael Castillo in Santa Barbara.
Ha prestato la voce al generale Suarez nella serie televisiva animata Deathstroke: Knights & Dragons.

## Filmografia parziale

### Cinema
- Due come noi (Two of a Kind), regia di John Herzfeld (1983)
- Scherzare col fuoco (Stick), regia di Burt Reynolds (1985)
- Un bel pasticcio! (A Fine Mess), regia di Blake Edwards (1986)
- Pazza (Nuts), regia di Martin Ritt (1987)
- Intrigo a Hollywood (Sunset), regia di Blake Edwards (1988)
- Oscuri presagi (Cold Heaven), regia di Nicholas Roeg (1991)
- Terminator 2 - Il giorno del giudizio (Terminator 2: Judgment Day), regia di James Cameron (1991)
- Buona fortuna, Mr. Stone (The Pickle), regia di Paul Mazursky (1993)
- I soliti sospetti (The Usual Suspects), regia di Bryan Singer (1995)
- Il tagliaerbe 2 - The Cyberspace (Lawnmower Man 2: Beyond Cyberspace), regia di Farhad Mann (1996)
- Amistad, regia di Steven Spielberg (1997)
- The Mexican - Amore senza la sicura (The Mexican), regia di Gore Verbinski (2001)
- Scooby-Doo e il terrore del Messico (Scooby-Doo and the Monster of Mexico), regia di Scott Jeralds (2003) – voce
- Alamo - Gli ultimi eroi (The Alamo), regia di John Lee Hancock (2004)
- La profezia di Celestino (The Celestine Prophecy), regia di Armand Mastroianni (2006)
- Matrimonio in famiglia (Our Family Wedding), regia di Rick Famuyiwa (2010)
- Che fine ha fatto Pete Smalls? (Pete Smalls Is Dead), regia di Alexandre Rockwell (2010)
- Beverly Hills Chihuahua 2, regia di Alex Zamm (2011)
- Anarchia - La notte del giudizio (The Purge: Anarchy), regia di James DeMonaco (2014)

### Televisione
- A-Team – serie TV, un episodio (1986)
- Quando morire (Right to Die), regia di Paul Wendkos (1987)
- Star Trek: The Next Generation – serie TV, un episodio (1989)
- L.A. Law - Avvocati a Los Angeles (L.A. Law) – serie TV, un episodio (1990)
- Superman – serie TV, un episodio (1997) – voce
- Duck Dodgers – serie TV, un episodio (2004) – voce
- West Wing - Tutti gli uomini del Presidente (The West Wing) – serie TV, un episodio (2005)
- CSI: Miami – serie TV, 2 episodi (2005-2007)
- Prison Break – serie TV, 2 episodi (2007-2008)
- Dallas – serie TV, 4 episodi (2012-2014)
- CSI - Scena del crimine (CSI: Crime Scene Investigation) – serie TV, un episodio (2013)
- Deathstroke: Knights & Dragons – serie TV, un episodio (2020) – voce
- All Rise – serie TV, 3 episodi (2020-2021)
- Onyx Equinox – serie TV, 3 episodi (2020) – voce
- Station 19 – serie TV, un episodio (2021)

### Videogiochi
- StarCraft: Brood War (1998) – voce
- Diablo II (2000) – voce
- Diablo II: Resurrected (2021) – voce

## Doppiatori italiani
Nelle versioni in italiano delle opere in cui ha recitato, Cástulo Guerra è stato doppiato da:
- Franco Zucca in Prison Break, Burn Notice - Duro a morire, All Rise (ep. 2x01, 2x05)
- Dante Biagioni in Star Trek: The Next Generation, Santa Barbara
- Luciano De Ambrosis in Terminator 2 - Il giorno del giudizio
- Carlo Valli in Alias
- Sandro Iovino in CSI: Miami
- Antonio Paiola in La profezia di Celestino
- Saverio Moriones in Beverly Hills Chihuahua 2
- Manlio De Angelis in CSI - Scena del crimine
- Domenico Crescentini in Anarchia - La notte del giudizio
- Silvio Anselmo in Shooter
- Giovanni Petrucci in Better Things
- Stefano De Sando in All Rise (ep. 2x15)

Da doppiatore è stato sostituito da:
- Antonio Guidi in StarCraft: Brood War
- Stefano Alessandroni in Diablo II: Resurrected